# Sultanjuveltrast
Sultanjuveltrast (Erythropitta rufiventris) är en fågel i familjen juveltrastar inom ordningen tättingar.

## Utbredning och systematik
Fågeln förekommer i norra Moluckerna och delas in i tre underarter med följande utbredning:
- Erythropitta rufiventris rufiventris – öarna Morotai, Halmahera, Kasiruta, Bacan, Moti, Damar och Obi
- Erythropitta rufiventris cyanonota – Ternate
- Erythropitta rufiventris bernsteini – ön Gebe öster om Halmahera

Tidigare behandlades den som en del av Erythropitta erythrogaster. 

## Status
IUCN kategoriserar den som livskraftig.